# Реслманія IX
«Реслманія» (англ. «WrestleMania», в хронології відома як «Реслманія IX») була дев'ятою Реслманією в історії. Шоу проходило 4 квітня 1993 року у Лас-Вегасі, Невада в «Цезарс Палас».
На цій Реслманії було найкоротше «Головна подія» в історії. Хоган втримав Йокодзуну після коронного атомного Лег Дропа, після того як Містер Фудзі промахнувся своєї сіллю і потрапив нею в очі Йокодзуни.
Ця Реслманія стала останньою в якій Тед ДіБіасі(старший) брав участь як реслер.